# Bletia parkinsonii
Bletia parkinsonii es una especie de orquídea de hábito terrestre originaria de  México. 

## Descripción
Es una orquídea de tamaño mediano, que prefiere el clima fresco al cálido, es de hábito terrestre con cormos erectos horizontales, fusiformes y subcónicos que dan lugar a 2 a 4 hojas, plegadas, ausentes durante la floración, hojas ampliamente elípticas. Florece en el otoño y el invierno en 1 a 2 inflorescencias, erguidas, racemosas a paniculadas, de 18 cm  de largo con 4 a 40 flores

## Distribución y hábitat
Se encuentra en Nuevo León, San Luis Potosí, Veracruz, Colima, Guerrero, Puebla, México y Chiapas en el roble seco o achaparrado, en los bosques tropicales secos en elevaciones de 450-1950 metros.

## Taxonomía
Bletia parkinsonii fue descrito por William Jackson Hooker y publicado en Botanical Magazine 66: t. 3736. 1839.
Etimología
Ver: Bletia
parkinsonii: epíteto otorgado en honor del botánico John Parkinson.
Sinonimia
- Bletia altilamellata Garay 1953;
- Bletia anomala Rich & Gal. 1845;
- Bletia edwardsii Ames 1932;
- Bletia landsbergii Rchb.f. 1859;
- Bletia lankesteri (Ames & C.Schweinf.) Ames, F.T.Hubb. & C.Schweinf. 1934;
- Bletia mandonii Schltr. 1922;
- Bletia wageneri Rchb.f. 1854;
- Bletia wageneri var. cobra Garay & Dunst. 1976;
- Limodorum campanulatum (La Llave & Lex.) Ames & C. Schweinf. 1930;
- Limodorum lankesteri Ames & C.Schweinf. 1930;
- Serapias diphylla Sessé & Moç. 1890[1]